# Synischia levidensis
Synischia levidensis là một loài chân đều trong họ Idoteidae. Loài này được Hale miêu tả khoa học năm 1924.